# Castanopsis diversifolia
Castanopsis diversifolia ist eine in Südostasien vorkommende Baumart aus der Familie der Buchengewächse (Fagaceae). Die Nüsse sind essbar.

## Merkmale
Castanopsis diversifolia ist ein immergrüner, bis zu 30 Meter hoher Baum. Der Stammdurchmesser erreicht über 65 Zentimeter.
Die Fruchtbecher (Cupulae) sind mit einfachen Stacheln besetzt. Die Stacheln sind gerade, dichtstehend und verdecken die Oberfläche des Fruchtbechers komplett. Die Fruchtbecher sind inklusive Stacheln mindestens 4 Zentimeter im Durchmesser, meist 4,5 bis 6,5 Zentimeter. Sie stehen einzeln.
Die kleinen, fast kahlen Nüsse sind eiförmig oder ellipsoid, um den „Umbo“ befindet sich ein rundliches Indument.
Blütezeit ist Februar bis November, meist Februar bis August.

## Verbreitung und Standorte
Die Art kommt in Thailand, Myanmar und Laos vor. Sie wächst in tieferen und höheren immergrünen Bergwäldern, in Gebüschen und laubwerfenden Mischwäldern über Granit-Untergrund. Sie kommt in Höhenlagen von 700 bis 2200 m vor, meist 1000 bis 1500 m.

## Belege
- Chamlong Phengklai: A synoptic account of the Fagaceae of Thailand. Thai Forest Bulletin 2006, Band 34, ISSN 0495-3843, S. 53–175.
- Castanopsis diversifolia in der Flora of Thailand.